# Enoni

La struttura generale dell'enone

Il metil-vinil-chetone, l'enone più elementare

Gli enoni sono alcheni coniugati  del primo tipo: composti chimici (o gruppi funzionali) insaturi consistenti in sistemi coniugati alchene-chetone.
La tipologia di enoni più semplice è il metil-vinil-chetone (MVK) o CH2=CHCOCH3.
L'enone, come il calcone, può essere sintetizzato tramite condensazione di Knoevenagel. 
Nel riarrangiamento di Meyer-Schustert il composto iniziale è un alcool propargilico.
L'enone è un reagente nella reazione di ciclizzazione di Nazarov e nella reazione di Rauhut-Currier (dimerizzazione).
Gli enoni non devono essere confusi con i cheteni (R2C=C=O). 
Una classe di composti simili agli enoni sono invece le enammine, nelle quali un gruppo di ammine è presente al posto del carbonile. 
L'enale, infine, corrisponde all'aldeide α,β-insatura.